# Championnat du monde féminin de handball 2007
Navigation
Russie 2005 Chine 2009
La 18e édition du championnat du monde féminin de handball s'est déroulée en France du 2 au 16 décembre 2007.
La Russie conserve son titre de championne du monde en s'imposant en finale face à la Norvège. L'Allemagne complète le podium. La France, quant à elle, est éliminée en quart de finale et termine à la cinquième place.

## Organisation

### Lieux de compétition
| Paris Pau Lyon Metz Nantes Toulon Nîmes Dijon Beauvais St-Brieuc Plaisir |

Après avoir été désigné le 20 août 2005 par l'IHF comme pays organisateur de la compétition, les dossiers de candidature des sites candidats ont été envoyés au Comité d'organisation du Mondial 2007 le 15 décembre 2005. Un strict cahier des charges était à respecter par chacun des comités locaux d'organisation afin que le Mondial soit le même partout (sécurité, prix des places, etc.), ce qui n'empêcha pas chaque site de communiquer à sa façon et de s'adapter à sa région. Après visite des sites candidats par un Comité d'Experts en janvier 2006 puis des auditions des candidats au siège de la Fédération française de handball du 6 au 10 février 2006, les sites suivants ont été sélectionnés le 18 février 2006 par le Comité d'organisation :
- Besançon, Lyon, Nîmes, Pau, Saint Brieuc et Toulon accueilleraient, chacun, une poule du tour préliminaire
- Dijon et Metz accueilleraient, chacun, une poule du tour principal
- Beauvais accueillerait la Coupe du Président pour les matchs de classement 13 à 18.

Il était par ailleurs convenu dès le dépôt de candidature de la France que le Palais omnisports de Paris-Bercy accueillerait les quarts de finale, demi-finales, matchs de classement et finale.
En mars 2006, la Ligue de Franche-Comté n'étant pas parvenu à récolter auprès de particuliers et de partenaires privés les garanties financières permettant d'accueillir à Besançon une poule du tour préliminaire, la candidature de Besançon est retirée et Nantes est choisie comme alternative,. Il est également annoncé que les deux Ligues Paris Ile de France Est (PIFE) et Paris Ile de France Ouest (PIFO) organisent, chacune sur un site, les matchs de classement pour les places 19 à 24 (2 poules de 3 équipes).
Le Mondial a ainsi eu lieu sur 11 sites couvrant une bonne partie de la France métropolitaine :
| Ville        | Salle                                  | Capacité | Tour               |
| ------------ | -------------------------------------- | -------- | ------------------ |
| Paris        | Palais omnisports de Paris-Bercy       | 14 000   | Phase finale       |
| Dijon        | Palais des sports Jean-Michel-Geoffroy | 3 900    | Tour principal     |
| Metz         | Palais omnisports Les Arènes           | 4 800    | Tour principal     |
| Pau          | Palais des sports                      | 6 500    | Tour préliminaire  |
| Lyon         | Palais des sports de Gerland           | 5 100    | Tour préliminaire  |
| Nantes       | Palais des sports de Beaulieu          | 4 460    | Tour préliminaire  |
| Toulon       | Palais des sports Jauréguiberry        | 4 300    | Tour préliminaire  |
| Nîmes        | Le Parnasse                            | 4 000    | Tour préliminaire  |
| Saint-Brieuc | Salle Steredenn                        | 2 400    | Tour préliminaire  |
| Beauvais     | Elispace                               | 2 800    | Coupe du président |
| Plaisir      | Palais des sports Pierre de Coubertin  | 1 260    | Coupe du président |

### Enjeux et objectifs

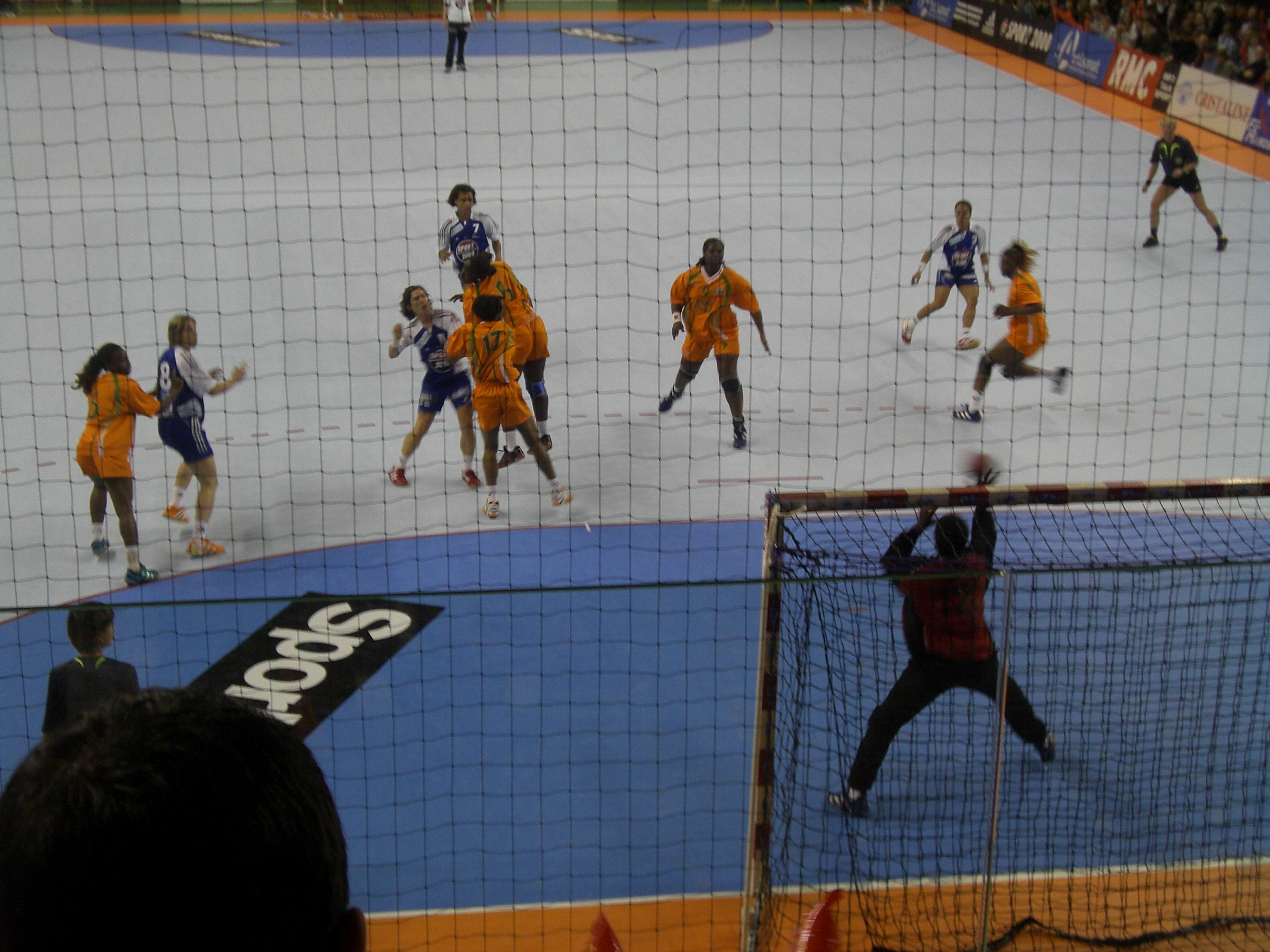
Match de gala opposant la France à la Côte d'Ivoire

Le CNO (Comité national d'organisation) veut faire du mondial le plus grand évènement sportif féminin jamais organisé en France.[réf. nécessaire]
L'ambition est de pérenniser le handball féminin, de promouvoir le handball féminin en France, et le handball français dans le monde, et enfin de créer un essor du handball féminin.
Le CNO dispose d'un budget de 10 millions d'euros, et l'évènement n'étant pas une opération commerciale, n'espère pas de bénéfices. Il se fixe comme objectif de nouer des partenariats pour financer l'opération, de remplir les salles (vendre 180 000 billets) avec des tarifs adaptés (inférieurs à 30 euros pour les phases préliminaire et principale, et entre 25 et 50 euros pour la phase finale), d'assurer une sécurité et une logistique irréprochables (transferts en moins de 3 heures, organisation de l'hébergement des délégations à proximité des lieux de rencontre, mise à disposition de salles d'entrainement à moins de 15 minutes, etc.), et de féminiser l'organisation.

### Qualifications
24 équipes ont obtenu leur qualification pour ce championnat du monde :
| Continent         | Nombre | Moyen de qualification           | Date             | Qualifiée(s)                                    |
| ----------------- | ------ | -------------------------------- | ---------------- | ----------------------------------------------- |
| -                 | 1      | Organisateur                     | 15 décembre 2001 | France                                          |
| -                 | 1      | Tenant du titre                  | 18 décembre 2005 | Russie                                          |
| Afrique (CAHB)    | 3      | Championnat d'Afrique 2006       | 20 janvier 2006  | Angola, Tunisie et Congo                        |
| Asie (AHF)        | 4      | Championnat d'Asie 2006 (en)     | 5 juillet 2006   | Corée du Sud, Chine, Japon et Kazakhstan        |
| Europe (EHF)      | 3      | Championnat d'Europe 2006        | 17 décembre 2006 | Norvège, Allemagne et Hongrie                   |
| Europe (EHF)      | 7      | Tournois qualificatifs européens | 10 juin 2007     | cf. ci-dessous                                  |
| Amériques (PATHF) | 4      | Championnat panaméricain 2007    | 4 juin 2007      | Brésil, Argentine, Rép. dominicaine et Paraguay |
| Océanie (OHF)     | 1      | Championnat d'Océanie 2007       | 6 juin 2007      | Australie                                       |

Les barrages de qualifications de la zone Europe ont opposé 14 équipes. Le tirage au sort des matchs s'est tenu à Stockholm dimanche 17 décembre 2006. Les matchs aller et retour ont eu lieu respectivement les 2 et 3 juin et les 9 et 10 juin 2007, :
| Équipe 1  | Aller   | Total   | Retour  | Équipe 2    |
| --------- | ------- | ------- | ------- | ----------- |
| Pays-Bas  | 24 – 27 | 49 – 55 | 25 – 28 | Croatie     |
| Espagne   | 33 – 25 | 60 – 54 | 27 – 29 | Turquie     |
| Suède     | 16 – 25 | 40 – 49 | 24 – 24 | Roumanie    |
| Pologne   | 27 – 23 | 54 – 52 | 27 – 29 | Serbie      |
| Slovénie  | 26 – 27 | 50 – 55 | 24 – 28 | Autriche    |
| Macédoine | 26 – 21 | 47 – 46 | 21 – 25 | Biélorussie |
| Danemark  | 30 – 30 | 55 – 59 | 25 – 29 | Ukraine     |

La principale équipe absente est le Danemark, championne olympique en titre.

## Déroulement de la compétition
Ce championnat du monde se déroule en trois phases : le tour préliminaire, le tour principal, et la phase finale.
Dans le tour préliminaire, chaque équipe affronte une fois chacun des trois adversaires de sa poule. À l'issue de celui-ci, les deux premières équipes de chaque poule accèdent au tour principal et conservent les points obtenus contre l'autre équipe qualifiée de la même poule. Ce tour principal est constitué de deux groupes de 6 équipes. Les quatre premiers de chaque groupe sont qualifiés pour des quarts de finale croisés (le premier d'un groupe rencontre le quatrième de l'autre et le deuxième d'un groupe rencontre le troisième).
Le champion est directement qualifié pour les Jeux olympiques d'été de 2008 à Pékin.

### Tirage au sort
Les 24 équipes qualifiées pour le mondial sont réparties en 6 poules de 4 équipes pour le tour préliminaire, lors d'un tirage au sort qui a eu lieu le mercredi 20 juin 2007 au  Musée des Arts forains à Paris, en présence de M. Alexander Kozhukhov (en), membre du Comité Exécutif de l’IHF.
Pour ce tirage au sort, les équipes sont réparties dans 4 chapeaux en fonction de leur performances :
Chapeau no 1 : Russie, Norvège, France, Allemagne, Hongrie, Roumanie
Chapeau no 2 : Brésil, Corée du Sud, Croatie, Pologne, Espagne, Autriche
Chapeau no 3 : Ukraine, Macédoine, Angola, Chine, Japon, Argentine
Chapeau no 4 : Tunisie, Congo, Rép. dominicaine, Kazakhstan, Paraguay, Australie
Conformément au règlement de l’IHF, le pays organisateur avait la possibilité de choisir la poule dans laquelle il souhaite évoluer.
Le tirage a donc eu lieu de la manière suivante : le chapeau no 4 est reparti entre les 6 groupes, vient ensuite le chapeau no 3 puis le no 2. La France a alors choisi son groupe, et le reste des équipes du chapeau no 1 a été réparti dans les autres groupes.
À l'issue de ce tirage au sort, et après une concertation entre la Fédération Internationale de Handball (IHF), la Fédération Française de Handball (FFHB) et la société de marketing sportif Sportfive, le président de la FFHB André Amiel a annoncé la répartition géographique des différentes poules du tour préliminaire et du tour principal.
Les poules du tour préliminaire sont :
Poule A (Pau) : France, Croatie, Argentine, Kazakhstan
Poule B (St-Brieuc) : Russie, Brésil, Macédoine, Australie
Poule C (Lyon) : Norvège, Autriche, Angola, Rép. dominicaine
Poule D (Toulon) : Roumanie, Pologne, Chine, Tunisie
Poule E (Nîmes) : Hongrie, Espagne, Japon, Congo
Poule F (Nantes) : Allemagne, Corée du Sud, Ukraine, Paraguay
Et les groupes du tour principal sont :
Groupe M1 (Metz) : poules A, B et C
Groupe M2 (Dijon) : poules D, E et F

## Tour préliminaire
Les matchs du tour préliminaire ont eu lieu à Nantes, Saint-Brieuc, Lyon, Nîmes, Toulon et Pau, les 2, 3 et 4 décembre.
Chaque équipe joue contre les trois autres équipes de la même poule. Les deux premières équipes se qualifient pour le tour principal (les poules A, B et C se retrouvent dans la poule I, et les poules D, E et F dans la poule II), et conservent les points obtenus contre l'autre équipe qualifiée de la même poule.
Les points sont répartis pour chaque match comme ceci :
- 2 points de poule pour une victoire (G) ;
- 1 point de poule pour un match nul (N) ;
- 0 point de poule pour une défaite (P).

En cas d'égalité, c'est le total particulier entre toutes les équipes concernées qui départagera, puis la différence de buts particulière, puis la différence de buts générale. C'est-à-dire que si par exemple trois équipes ont le même nombre de points au classement général, seuls les points gagnés sur les matchs impliquant les deux autres équipes sont comptés. S'il y a toujours égalité, c'est la différence de buts comptés uniquement sur les rencontres impliquant les deux autres équipes qui sont comptés, puis en cas de nouvelle égalité, la différence de buts sur toutes les rencontres.

### Groupe A (Pau)
|   | Équipe     | Pts | J | G | N | P | Bp | Bc | Diff |
| - | ---------- | --- | - | - | - | - | -- | -- | ---- |
| 1 | France     | 6   | 3 | 3 | 0 | 0 | 96 | 58 | 38   |
| 2 | Croatie    | 4   | 3 | 2 | 0 | 1 | 96 | 71 | 25   |
| 3 | Kazakhstan | 2   | 3 | 1 | 0 | 2 | 71 | 88 | -17  |
| 4 | Argentine  | 0   | 3 | 0 | 0 | 3 | 52 | 98 | -46  |

| 2 décembre 2007 17h00 | Croatie   | 35 – 25 | Kazakhstan | Palais des sports, Pau Affluence : 6 500 |
| 2 décembre 2007 17h00 | (16 – 12) |         |            | Palais des sports, Pau Affluence : 6 500 |
| 2 décembre 2007 17h00 | Rapport   |         |            | Palais des sports, Pau Affluence : 6 500 |

| 2 décembre 2007 19h00 | France             | 37 – 12  | Argentine                | Palais des sports, Pau Affluence : 6 500 Arbitrage : Rakytina, Tkachuk |
| 2 décembre 2007 19h00 | Sophie Herbrecht 7 | (18 – 8) | Decilio (en) et Acosta 3 | Palais des sports, Pau Affluence : 6 500 Arbitrage : Rakytina, Tkachuk |
| 2 décembre 2007 19h00 | ×2 ×1              | Rapport  | ×3 ×1                    | Palais des sports, Pau Affluence : 6 500 Arbitrage : Rakytina, Tkachuk |

| 3 décembre 2007 18h30 | Argentine | 18 – 35 | Croatie | Palais des sports, Pau |
| 3 décembre 2007 18h30 | (7 – 16)  |         |         | Palais des sports, Pau |
| 3 décembre 2007 18h30 | Rapport   |         |         | Palais des sports, Pau |

| 3 décembre 2007 20h30 | Kazakhstan | 20 – 31   | France             | Palais des sports, Pau Arbitrage : Din, Dinu |
| 3 décembre 2007 20h30 | Yegunova 6 | (12 – 17) | Sophie Herbrecht 9 | Palais des sports, Pau Arbitrage : Din, Dinu |
| 3 décembre 2007 20h30 | ×4 ×3      | Rapport   | ×3 ×1              | Palais des sports, Pau Arbitrage : Din, Dinu |

| 4 décembre 2007 18h30 | Argentine | 22 – 26 | Kazakhstan | Palais des sports, Pau |
| 4 décembre 2007 18h30 | (12 – 14) |         |            | Palais des sports, Pau |
| 4 décembre 2007 18h30 | Rapport   |         |            | Palais des sports, Pau |

| 4 décembre 2007 20h30 | France             | 28 – 26   | Croatie             | Palais des sports, Pau Arbitrage : Din, Dinu |
| 4 décembre 2007 20h30 | Sophie Herbrecht 8 | (14 – 11) | Svitlana Pasičnik 5 | Palais des sports, Pau Arbitrage : Din, Dinu |
| 4 décembre 2007 20h30 | ×3 ×1              | Rapport   | ×4 ×1               | Palais des sports, Pau Arbitrage : Din, Dinu |

### Groupe B (Saint-Brieuc)
|   | Équipe    | Pts | J | G | N | P | Bp | Bc  | Diff |
| - | --------- | --- | - | - | - | - | -- | --- | ---- |
| 1 | Russie    | 5   | 3 | 2 | 1 | 0 | 98 | 60  | 38   |
| 2 | Macédoine | 4   | 3 | 2 | 0 | 1 | 78 | 62  | 16   |
| 3 | Brésil    | 3   | 3 | 1 | 1 | 1 | 89 | 66  | 23   |
| 4 | Australie | 0   | 3 | 0 | 0 | 3 | 29 | 106 | -77  |

| 2 décembre 2007 15h00 | Brésil   | 36 – 9 | Australie | Salle Steredenn, Saint-Brieuc |
| 2 décembre 2007 15h00 | (21 – 6) |        |           | Salle Steredenn, Saint-Brieuc |
| 2 décembre 2007 15h00 | Rapport  |        |           | Salle Steredenn, Saint-Brieuc |

| 2 décembre 2007 17h00 | Russie           | 27 – 22   | Macédoine                  | Salle Steredenn, Saint-Brieuc Arbitrage : Geipel, Helbig |
| 2 décembre 2007 17h00 | Elena Polenova 6 | (12 – 14) | Oholanga Loki, Radulović 6 | Salle Steredenn, Saint-Brieuc Arbitrage : Geipel, Helbig |
| 2 décembre 2007 17h00 | ×3 ×4            | Rapport   | ×3                         | Salle Steredenn, Saint-Brieuc Arbitrage : Geipel, Helbig |

| 3 décembre 2007 18h30 | Australie              | 7 – 40   | Russie            | Salle Steredenn, Saint-Brieuc Arbitrage : Caçador, Nicolau |
| 3 décembre 2007 18h30 | Allira Hudson-Gofers 2 | (4 – 22) | Elena Dmitrieva 9 | Salle Steredenn, Saint-Brieuc Arbitrage : Caçador, Nicolau |
| 3 décembre 2007 18h30 | ×3 ×2                  | Rapport  | ×3 ×1             | Salle Steredenn, Saint-Brieuc Arbitrage : Caçador, Nicolau |

| 3 décembre 2007 20h30 | Macédoine | 26 – 22 | Brésil | Salle Steredenn, Saint-Brieuc |
| 3 décembre 2007 20h30 | (10 – 11) |         |        | Salle Steredenn, Saint-Brieuc |
| 3 décembre 2007 20h30 | Rapport   |         |        | Salle Steredenn, Saint-Brieuc |

| 4 décembre 2007 18h30 | Macédoine | 30 – 13 | Australie | Salle Steredenn, Saint-Brieuc |
| 4 décembre 2007 18h30 | (12 – 9)  |         |           | Salle Steredenn, Saint-Brieuc |
| 4 décembre 2007 18h30 | Rapport   |         |           | Salle Steredenn, Saint-Brieuc |

| 4 décembre 2007 20h30 | Russie            | 31 – 31   | Brésil        | Salle Steredenn, Saint-Brieuc Arbitrage : Geipel, Helbig |
| 4 décembre 2007 20h30 | Irina Bliznova 10 | (13 – 16) | Aline Silva 7 | Salle Steredenn, Saint-Brieuc Arbitrage : Geipel, Helbig |
| 4 décembre 2007 20h30 | ×3 ×5             | Rapport   | ×4            | Salle Steredenn, Saint-Brieuc Arbitrage : Geipel, Helbig |

### Groupe C (Lyon)
|   | Équipe           | Pts | J | G | N | P | Bp  | Bc  | Diff |
| - | ---------------- | --- | - | - | - | - | --- | --- | ---- |
| 1 | Norvège          | 6   | 3 | 3 | 0 | 0 | 107 | 65  | 42   |
| 2 | Angola           | 4   | 3 | 2 | 0 | 1 | 100 | 74  | 26   |
| 3 | Autriche         | 2   | 3 | 1 | 0 | 2 | 74  | 85  | -11  |
| 4 | Rép. dominicaine | 0   | 3 | 0 | 0 | 3 | 58  | 115 | -57  |

| 2 décembre 2007 14h30 | Autriche | 32 – 19 | Rép. dominicaine | Palais des sports de Gerland, Lyon |
| 2 décembre 2007 14h30 | (18 – 9) |         |                  | Palais des sports de Gerland, Lyon |
| 2 décembre 2007 14h30 | Rapport  |         |                  | Palais des sports de Gerland, Lyon |

| 2 décembre 2007 16h30 | Norvège   | 32 – 26 | Angola | Palais des sports de Gerland, Lyon |
| 2 décembre 2007 16h30 | (18 – 14) |         |        | Palais des sports de Gerland, Lyon |
| 2 décembre 2007 16h30 | Rapport   |         |        | Palais des sports de Gerland, Lyon |

| 3 décembre 2007 19h15 | Rép. dominicaine | 19 – 42 | Norvège | Palais des sports de Gerland, Lyon |
| 3 décembre 2007 19h15 | (9 – 18)         |         |         | Palais des sports de Gerland, Lyon |
| 3 décembre 2007 19h15 | Rapport          |         |         | Palais des sports de Gerland, Lyon |

| 3 décembre 2007 21h15 | Angola    | 33 – 22 | Autriche | Palais des sports de Gerland, Lyon |
| 3 décembre 2007 21h15 | (16 – 11) |         |          | Palais des sports de Gerland, Lyon |
| 3 décembre 2007 21h15 | Rapport   |         |          | Palais des sports de Gerland, Lyon |

| 4 décembre 2007 19h15 | Norvège   | 33 – 20 | Autriche | Palais des sports de Gerland, Lyon |
| 4 décembre 2007 19h15 | (19 – 13) |         |          | Palais des sports de Gerland, Lyon |
| 4 décembre 2007 19h15 | Rapport   |         |          | Palais des sports de Gerland, Lyon |

| 4 décembre 2007 21h15 | Angola    | 41 – 20 | Rép. dominicaine | Palais des sports de Gerland, Lyon |
| 4 décembre 2007 21h15 | (20 – 10) |         |                  | Palais des sports de Gerland, Lyon |
| 4 décembre 2007 21h15 | Rapport   |         |                  | Palais des sports de Gerland, Lyon |

### Groupe D (Toulon)
|   | Équipe   | Pts | J | G | N | P | Bp  | Bc | Diff |
| - | -------- | --- | - | - | - | - | --- | -- | ---- |
| 1 | Roumanie | 6   | 3 | 3 | 0 | 0 | 108 | 83 | 25   |
| 2 | Pologne  | 4   | 3 | 2 | 0 | 1 | 89  | 81 | 8    |
| 3 | Tunisie  | 2   | 3 | 1 | 0 | 2 | 74  | 95 | -21  |
| 4 | Chine    | 0   | 3 | 0 | 0 | 3 | 76  | 88 | -12  |

| 2 décembre 2007 15h00 | Pologne   | 29 – 23 | Tunisie | Palais des sports Jauréguiberry, Toulon |
| 2 décembre 2007 15h00 | (16 – 11) |         |         | Palais des sports Jauréguiberry, Toulon |
| 2 décembre 2007 15h00 | Rapport   |         |         | Palais des sports Jauréguiberry, Toulon |

| 2 décembre 2007 17h00 | Roumanie  | 31 – 29 | Chine | Palais des sports Jauréguiberry, Toulon |
| 2 décembre 2007 17h00 | (15 – 16) |         |       | Palais des sports Jauréguiberry, Toulon |
| 2 décembre 2007 17h00 | Rapport   |         |       | Palais des sports Jauréguiberry, Toulon |

| 3 décembre 2007 18h30 | Tunisie   | 21 – 39 | Roumanie | Palais des sports Jauréguiberry, Toulon |
| 3 décembre 2007 18h30 | (11 – 17) |         |          | Palais des sports Jauréguiberry, Toulon |
| 3 décembre 2007 18h30 | Rapport   |         |          | Palais des sports Jauréguiberry, Toulon |

| 3 décembre 2007 20h30 | Chine     | 20 – 27 | Pologne | Palais des sports Jauréguiberry, Toulon |
| 3 décembre 2007 20h30 | (10 – 15) |         |         | Palais des sports Jauréguiberry, Toulon |
| 3 décembre 2007 20h30 | Rapport   |         |         | Palais des sports Jauréguiberry, Toulon |

| 4 décembre 2007 18h30 | Chine     | 27 – 30 | Tunisie | Palais des sports Jauréguiberry, Toulon |
| 4 décembre 2007 18h30 | (14 – 14) |         |         | Palais des sports Jauréguiberry, Toulon |
| 4 décembre 2007 18h30 | Rapport   |         |         | Palais des sports Jauréguiberry, Toulon |

| 4 décembre 2007 20h30 | Roumanie  | 38 – 33 | Pologne | Palais des sports Jauréguiberry, Toulon |
| 4 décembre 2007 20h30 | (18 – 20) |         |         | Palais des sports Jauréguiberry, Toulon |
| 4 décembre 2007 20h30 | Rapport   |         |         | Palais des sports Jauréguiberry, Toulon |

### Groupe E (Nîmes)
|   | Équipe  | Pts | J | G | N | P | Bp | Bc  | Diff |
| - | ------- | --- | - | - | - | - | -- | --- | ---- |
| 1 | Hongrie | 5   | 3 | 2 | 1 | 0 | 94 | 77  | 17   |
| 2 | Espagne | 5   | 3 | 2 | 1 | 0 | 91 | 79  | 12   |
| 3 | Congo   | 2   | 3 | 1 | 0 | 2 | 76 | 90  | -14  |
| 4 | Japon   | 0   | 3 | 0 | 0 | 3 | 88 | 103 | -15  |

| 2 décembre 2007 16h00 | Espagne   | 29 – 24 | Congo | Le Parnasse, Nîmes |
| 2 décembre 2007 16h00 | (13 – 12) |         |       | Le Parnasse, Nîmes |
| 2 décembre 2007 16h00 | Rapport   |         |       | Le Parnasse, Nîmes |

| 2 décembre 2007 18h00 | Hongrie   | 35 – 31 | Japon | Le Parnasse, Nîmes |
| 2 décembre 2007 18h00 | (19 – 16) |         |       | Le Parnasse, Nîmes |
| 2 décembre 2007 18h00 | Rapport   |         |       | Le Parnasse, Nîmes |

| 3 décembre 2007 18h30 | Congo    | 20 – 33 | Hongrie | Le Parnasse, Nîmes |
| 3 décembre 2007 18h30 | (9 – 18) |         |         | Le Parnasse, Nîmes |
| 3 décembre 2007 18h30 | Rapport  |         |         | Le Parnasse, Nîmes |

| 3 décembre 2007 20h30 | Japon     | 29 – 36 | Espagne | Le Parnasse, Nîmes |
| 3 décembre 2007 20h30 | (17 – 15) |         |         | Le Parnasse, Nîmes |
| 3 décembre 2007 20h30 | Rapport   |         |         | Le Parnasse, Nîmes |

| 4 décembre 2007 18h30 | Japon     | 28 – 32 | Congo | Le Parnasse, Nîmes |
| 4 décembre 2007 18h30 | (13 – 15) |         |       | Le Parnasse, Nîmes |
| 4 décembre 2007 18h30 | Rapport   |         |       | Le Parnasse, Nîmes |

| 4 décembre 2007 20h30 | Hongrie   | 26 – 26 | Espagne | Le Parnasse, Nîmes |
| 4 décembre 2007 20h30 | (13 – 14) |         |         | Le Parnasse, Nîmes |
| 4 décembre 2007 20h30 | Rapport   |         |         | Le Parnasse, Nîmes |

### Groupe F (Nantes)
|   | Équipe       | Pts | J | G | N | P | Bp  | Bc  | Diff |
| - | ------------ | --- | - | - | - | - | --- | --- | ---- |
| 1 | Allemagne    | 6   | 3 | 3 | 0 | 0 | 103 | 59  | 44   |
| 2 | Corée du Sud | 4   | 3 | 2 | 0 | 1 | 102 | 69  | 33   |
| 3 | Ukraine      | 2   | 3 | 1 | 0 | 2 | 89  | 69  | 20   |
| 4 | Paraguay     | 0   | 3 | 0 | 0 | 3 | 41  | 138 | -97  |

| 2 décembre 2007 16h00 | Allemagne | 26 – 21 | Ukraine | Palais des sports de Beaulieu, Nantes |
| 2 décembre 2007 16h00 | (17 – 12) |         |         | Palais des sports de Beaulieu, Nantes |
| 2 décembre 2007 16h00 | Rapport   |         |         | Palais des sports de Beaulieu, Nantes |

| 2 décembre 2007 18h00 | Corée du Sud | 50 – 12 | Paraguay | Palais des sports de Beaulieu, Nantes |
| 2 décembre 2007 18h00 | (25 – 6)     |         |          | Palais des sports de Beaulieu, Nantes |
| 2 décembre 2007 18h00 | Rapport      |         |          | Palais des sports de Beaulieu, Nantes |

| 3 décembre 2007 18h30 | Paraguay | 12 – 45 | Allemagne | Palais des sports de Beaulieu, Nantes |
| 3 décembre 2007 18h30 | (6 – 25) |         |           | Palais des sports de Beaulieu, Nantes |
| 3 décembre 2007 18h30 | Rapport  |         |           | Palais des sports de Beaulieu, Nantes |

| 3 décembre 2007 20h30 | Ukraine   | 25 – 26 | Corée du Sud | Palais des sports de Beaulieu, Nantes |
| 3 décembre 2007 20h30 | (13 – 15) |         |              | Palais des sports de Beaulieu, Nantes |
| 3 décembre 2007 20h30 | Rapport   |         |              | Palais des sports de Beaulieu, Nantes |

| 4 décembre 2007 18h00 | Allemagne | 32 – 26 | Corée du Sud | Palais des sports de Beaulieu, Nantes |
| 4 décembre 2007 18h00 | (14 – 12) |         |              | Palais des sports de Beaulieu, Nantes |
| 4 décembre 2007 18h00 | Rapport   |         |              | Palais des sports de Beaulieu, Nantes |

| 4 décembre 2007 20h00 | Ukraine  | 43 – 17 | Paraguay | Palais des sports de Beaulieu, Nantes |
| 4 décembre 2007 20h00 | (19 – 6) |         |          | Palais des sports de Beaulieu, Nantes |
| 4 décembre 2007 20h00 | Rapport  |         |          | Palais des sports de Beaulieu, Nantes |

## Tour principal
Les matchs du tour principal se sont déroulés les 6, 8, 9 et 11 décembre à Metz pour le groupe M1 (poules A, B et C), et à Dijon pour le groupe M2 (poules D, E et F). Les équipes affrontent, sur le même modèle qu'au tour préliminaire, une fois chacune des équipes adversaires de leur poule (mis à part celle qui provient de la même poule du tour préliminaire, les points du match déjà joué contre cette équipe étant recomptés).
Les quatre premières équipes de chaque poule sont qualifiées pour les quarts de finale.

### Groupe M1 (Metz)
|   | Équipe    | Pts | J | G | N | P | Bp  | Bc  | Diff | Dép |
| - | --------- | --- | - | - | - | - | --- | --- | ---- | --- |
| 1 | Norvège   | 8   | 5 | 4 | 0 | 1 | 147 | 124 | 23   | +1  |
| 2 | Russie    | 8   | 5 | 4 | 0 | 1 | 149 | 116 | 33   | -1  |
| 3 | Angola    | 6   | 5 | 3 | 0 | 2 | 149 | 152 | -3   | +2  |
| 4 | France    | 6   | 5 | 3 | 0 | 2 | 130 | 133 | -3   | -2  |
| 5 | Croatie   | 1   | 5 | 0 | 1 | 4 | 137 | 156 | -19  | /   |
| 6 | Macédoine | 1   | 5 | 0 | 1 | 4 | 121 | 152 | -31  | /   |

| 6 décembre 2007 15h00 | Croatie                     | 25 – 30   | Russie          | Les Arènes, Metz Affluence : 4 500 Arbitrage : Līcis, Stoļarovs |
| 6 décembre 2007 15h00 | Milanović-Litre, Pasičnik 4 | (10 – 16) | cinq joueuses 4 | Les Arènes, Metz Affluence : 4 500 Arbitrage : Līcis, Stoļarovs |
| 6 décembre 2007 15h00 | ×4 ×2                       | Rapport   | ×3              | Les Arènes, Metz Affluence : 4 500 Arbitrage : Līcis, Stoļarovs |

| 6 décembre 2007 19h00 | France              | 27 – 29   | Angola          | Les Arènes, Metz Affluence : 4 500 Arbitrage : Geipel, Helbig |
| 6 décembre 2007 19h00 | Sophie Herbrecht 11 | (16 – 11) | Nair Almeida 11 | Les Arènes, Metz Affluence : 4 500 Arbitrage : Geipel, Helbig |
| 6 décembre 2007 19h00 | ×4 ×6 ×1            | Rapport   | ×3              | Les Arènes, Metz Affluence : 4 500 Arbitrage : Geipel, Helbig |

| 6 décembre 2007 21h20 | Macédoine | 22 – 34 | Norvège | Les Arènes, Metz Affluence : 4 200 |
| 6 décembre 2007 21h20 | (9 – 16)  |         |         | Les Arènes, Metz Affluence : 4 200 |
| 6 décembre 2007 21h20 | Rapport   |         |         | Les Arènes, Metz Affluence : 4 200 |

| 8 décembre 2007 15h00 | Macédoine             | 23 – 29   | France           | Les Arènes, Metz Affluence : 4 800 Arbitrage : Līcis, Stoļarovs |
| 8 décembre 2007 15h00 | Valentina Radulović 8 | (11 – 12) | Camille Ayglon 6 | Les Arènes, Metz Affluence : 4 800 Arbitrage : Līcis, Stoļarovs |
| 8 décembre 2007 15h00 | ×3 ×4                 | Rapport   | ×3 ×4            | Les Arènes, Metz Affluence : 4 800 Arbitrage : Līcis, Stoļarovs |

| 8 décembre 2007 17h00 | Croatie   | 28 – 34 | Angola | Les Arènes, Metz Affluence : 4 000 |
| 8 décembre 2007 17h00 | (16 – 16) |         |        | Les Arènes, Metz Affluence : 4 000 |
| 8 décembre 2007 17h00 | Rapport   |         |        | Les Arènes, Metz Affluence : 4 000 |

| 8 décembre 2007 19h15 | Norvège          | 22 – 21 | Russie           | Les Arènes, Metz Affluence : 4 100 Arbitrage : Baum, Góralczyk |
| 8 décembre 2007 19h15 | Lybekk, Nyberg 5 | (7 – 9) | Elena Polenova 5 | Les Arènes, Metz Affluence : 4 100 Arbitrage : Baum, Góralczyk |
| 8 décembre 2007 19h15 | ×3               | Rapport | ×3 ×2            | Les Arènes, Metz Affluence : 4 100 Arbitrage : Baum, Góralczyk |

| 9 décembre 2007 14h30 | Macédoine | 25 – 33 | Angola | Les Arènes, Metz Affluence : 3 800 |
| 9 décembre 2007 14h30 | (14 – 17) |         |        | Les Arènes, Metz Affluence : 3 800 |
| 9 décembre 2007 14h30 | Rapport   |         |        | Les Arènes, Metz Affluence : 3 800 |

| 9 décembre 2007 16h30 | Norvège   | 35 – 29 | Croatie | Les Arènes, Metz Affluence : 4 500 |
| 9 décembre 2007 16h30 | (15 – 14) |         |         | Les Arènes, Metz Affluence : 4 500 |
| 9 décembre 2007 16h30 | Rapport   |         |         | Les Arènes, Metz Affluence : 4 500 |

| 9 décembre 2007 19h00 | Russie           | 31 – 20  | France           | Les Arènes, Metz Affluence : 4 800 Arbitrage : Din, Dinu |
| 9 décembre 2007 19h00 | Elena Polenova 7 | (15 – 9) | Camille Ayglon 6 | Les Arènes, Metz Affluence : 4 800 Arbitrage : Din, Dinu |
| 9 décembre 2007 19h00 | ×3 ×5            | Rapport  | ×3 ×4            | Les Arènes, Metz Affluence : 4 800 Arbitrage : Din, Dinu |

| 11 décembre 2007 16h30 | Angola        | 27 – 40   | Russie        | Les Arènes, Metz Affluence : 2 000 Arbitrage : Līcis, Stoļarovs |
| 11 décembre 2007 16h30 | Ilda Bengue 6 | (11 – 21) | Olga Levina 8 | Les Arènes, Metz Affluence : 2 000 Arbitrage : Līcis, Stoļarovs |
| 11 décembre 2007 16h30 | ×3 ×2         | Rapport   | ×3 ×1         | Les Arènes, Metz Affluence : 2 000 Arbitrage : Līcis, Stoļarovs |

| 11 décembre 2007 19h15 | France             | 26 – 24   | Norvège             | Les Arènes, Metz Affluence : 4 800 Arbitrage : Geipel, Helbig |
| 11 décembre 2007 19h15 | Sophie Herbrecht 6 | (11 – 10) | Gøril Snorroeggen 6 | Les Arènes, Metz Affluence : 4 800 Arbitrage : Geipel, Helbig |
| 11 décembre 2007 19h15 | ×2                 | Rapport   | ×3 ×2               | Les Arènes, Metz Affluence : 4 800 Arbitrage : Geipel, Helbig |

| 11 décembre 2007 21h15 | Macédoine | 29 – 29 | Croatie | Les Arènes, Metz Affluence : 4 200 |
| 11 décembre 2007 21h15 | (13 – 15) |         |         | Les Arènes, Metz Affluence : 4 200 |
| 11 décembre 2007 21h15 | Rapport   |         |         | Les Arènes, Metz Affluence : 4 200 |

### Groupe M2 (Dijon)
|   | Équipe       | Pts | J | G | N | P | Bp  | Bc  | Diff |
| - | ------------ | --- | - | - | - | - | --- | --- | ---- |
| 1 | Roumanie     | 8   | 5 | 4 | 0 | 1 | 154 | 137 | 17   |
| 2 | Allemagne    | 7   | 5 | 3 | 1 | 1 | 151 | 145 | 6    |
| 3 | Hongrie      | 6   | 5 | 2 | 2 | 1 | 144 | 144 | 0    |
| 4 | Corée du Sud | 4   | 5 | 2 | 0 | 3 | 147 | 150 | -3   |
| 5 | Espagne      | 3   | 5 | 1 | 1 | 3 | 127 | 134 | -7   |
| 6 | Pologne      | 2   | 5 | 1 | 0 | 4 | 154 | 167 | -13  |

| 6 décembre 2007 14h30 | Roumanie  | 31 – 27 | Corée du Sud | Palais des sports JM Geoffroy, Dijon Affluence : 3 000 |
| 6 décembre 2007 14h30 | (14 – 15) |         |              | Palais des sports JM Geoffroy, Dijon Affluence : 3 000 |
| 6 décembre 2007 14h30 | Rapport   |         |              | Palais des sports JM Geoffroy, Dijon Affluence : 3 000 |

| 6 décembre 2007 18h30 | Espagne  | 25 – 30 | Allemagne | Palais des sports JM Geoffroy, Dijon Affluence : 2 500 |
| 6 décembre 2007 18h30 | (8 – 14) |         |           | Palais des sports JM Geoffroy, Dijon Affluence : 2 500 |
| 6 décembre 2007 18h30 | Rapport  |         |           | Palais des sports JM Geoffroy, Dijon Affluence : 2 500 |

| 6 décembre 2007 20h30 | Pologne   | 26 – 28 | Hongrie | Palais des sports JM Geoffroy, Dijon Affluence : 2 500 |
| 6 décembre 2007 20h30 | (13 – 11) |         |         | Palais des sports JM Geoffroy, Dijon Affluence : 2 500 |
| 6 décembre 2007 20h30 | Rapport   |         |         | Palais des sports JM Geoffroy, Dijon Affluence : 2 500 |

| 8 décembre 2007 14h30 | Allemagne | 30 – 30 | Hongrie | Palais des sports JM Geoffroy, Dijon Affluence : 2 700 |
| 8 décembre 2007 14h30 | (14 – 17) |         |         | Palais des sports JM Geoffroy, Dijon Affluence : 2 700 |
| 8 décembre 2007 14h30 | Rapport   |         |         | Palais des sports JM Geoffroy, Dijon Affluence : 2 700 |

| 8 décembre 2007 16h30 | Pologne   | 33 – 37 | Corée du Sud | Palais des sports JM Geoffroy, Dijon Affluence : 2 800 |
| 8 décembre 2007 16h30 | (19 – 20) |         |              | Palais des sports JM Geoffroy, Dijon Affluence : 2 800 |
| 8 décembre 2007 16h30 | Rapport   |         |              | Palais des sports JM Geoffroy, Dijon Affluence : 2 800 |

| 8 décembre 2007 18h30 | Espagne  | 19 – 32 | Roumanie | Palais des sports JM Geoffroy, Dijon Affluence : 2 700 |
| 8 décembre 2007 18h30 | (6 – 19) |         |          | Palais des sports JM Geoffroy, Dijon Affluence : 2 700 |
| 8 décembre 2007 18h30 | Rapport  |         |          | Palais des sports JM Geoffroy, Dijon Affluence : 2 700 |

| 9 décembre 2007 14h30 | Espagne   | 28 – 26 | Corée du Sud | Palais des sports JM Geoffroy, Dijon Affluence : 3 000 |
| 9 décembre 2007 14h30 | (13 – 12) |         |              | Palais des sports JM Geoffroy, Dijon Affluence : 3 000 |
| 9 décembre 2007 14h30 | Rapport   |         |              | Palais des sports JM Geoffroy, Dijon Affluence : 3 000 |

| 9 décembre 2007 16h30 | Hongrie   | 34 – 31 | Roumanie | Palais des sports JM Geoffroy, Dijon Affluence : 3 400 |
| 9 décembre 2007 16h30 | (14 – 16) |         |          | Palais des sports JM Geoffroy, Dijon Affluence : 3 400 |
| 9 décembre 2007 16h30 | Rapport   |         |          | Palais des sports JM Geoffroy, Dijon Affluence : 3 400 |

| 9 décembre 2007 18h30 | Allemagne | 35 – 32 | Pologne | Palais des sports JM Geoffroy, Dijon Affluence : 2 800 |
| 9 décembre 2007 18h30 | (22 – 12) |         |         | Palais des sports JM Geoffroy, Dijon Affluence : 2 800 |
| 9 décembre 2007 18h30 | Rapport   |         |         | Palais des sports JM Geoffroy, Dijon Affluence : 2 800 |

| 11 décembre 2007 16h30 | Corée du Sud | 31 – 26 | Hongrie | Palais des sports JM Geoffroy, Dijon Affluence : 2 800 |
| 11 décembre 2007 16h30 | (12 – 9)     |         |         | Palais des sports JM Geoffroy, Dijon Affluence : 2 800 |
| 11 décembre 2007 16h30 | Rapport      |         |         | Palais des sports JM Geoffroy, Dijon Affluence : 2 800 |

| 11 décembre 2007 18h30 | Roumanie  | 32 – 24 | Allemagne | Palais des sports JM Geoffroy, Dijon Affluence : 2 800 |
| 11 décembre 2007 18h30 | (16 – 12) |         |           | Palais des sports JM Geoffroy, Dijon Affluence : 2 800 |
| 11 décembre 2007 18h30 | Rapport   |         |           | Palais des sports JM Geoffroy, Dijon Affluence : 2 800 |

| 11 décembre 2007 20h30 | Espagne   | 29 – 30 | Pologne | Palais des sports JM Geoffroy, Dijon Affluence : 2 800 |
| 11 décembre 2007 20h30 | (14 – 15) |         |         | Palais des sports JM Geoffroy, Dijon Affluence : 2 800 |
| 11 décembre 2007 20h30 | Rapport   |         |         | Palais des sports JM Geoffroy, Dijon Affluence : 2 800 |

## Phase finale
Elle s'est déroulée à Paris au Palais omnisports de Paris-Bercy les 13, 14, 15 et 16 décembre 2007.
|  | Quarts de finale | Quarts de finale |         |           | Demi-finales           | Demi-finales |  |  | Finale   | Finale |
|  | Quarts de finale | Quarts de finale |         |           | Demi-finales           | Demi-finales |  |  | Finale   | Finale |
|  |                  |                  |         |           |                        |              |  |  |          |        |
|  |                  |                  |         |           |                        |              |  |  |          |        |
|  |                  |                  |         |           |                        |              |  |  |          |        |
|  | Norvège          | 35               |         |           |                        |              |  |  |          |        |
|  | Norvège          | 35               |         |           |                        |              |  |  |          |        |
|  | Corée du Sud     | 24               |         |           |                        |              |  |  |          |        |
|  | Corée du Sud     | 24               | Norvège | 33        |                        |              |  |  |          |        |
|  |                  |                  | Norvège | 33        |                        |              |  |  |          |        |
|  |                  | Allemagne        | 30      |           |                        |              |  |  |          |        |
|  | Allemagne        | Allemagne        | 30      | 36        |                        |              |  |  |          |        |
|  | Allemagne        |                  |         | 36        |                        |              |  |  |          |        |
|  | Angola           | 33               |         |           |                        |              |  |  |          |        |
|  | Angola           | 33               | Norvège | 24        |                        |              |  |  |          |        |
|  |                  |                  | Norvège | 24        |                        |              |  |  |          |        |
|  |                  | Russie           | 29      |           |                        |              |  |  |          |        |
|  | Hongrie          | Russie           | 29      | 35        |                        |              |  |  |          |        |
|  | Hongrie          |                  |         | 35        |                        |              |  |  |          |        |
|  | Russie           | 36               |         |           |                        |              |  |  |          |        |
|  | Russie           | 36               | Russie  | 30        |                        |              |  |  |          |        |
|  |                  |                  | Russie  | 30        | Match pour la 3e place |              |  |  |          |        |
|  |                  | Roumanie         | 20      |           |                        |              |  |  |          |        |
|  | France           | Roumanie         | 20      | 31        |                        |              |  |  |          |        |
|  | France           |                  |         | 31        |                        |              |  |  |          |        |
|  | Roumanie         | 34a2p            |         | Allemagne | 36ap                   |              |  |  |          |        |
|  | Roumanie         | 34a2p            |         | Allemagne | 36ap                   |              |  |  |          |        |
|  |                  |                  |         |           |                        |              |  |  | Roumanie | 35     |
|  |                  |                  |         |           |                        |              |  |  | Roumanie | 35     |

### Quarts-de-finale
| 13 décembre 2007 13h00 | Angola             | 33 – 36   | Allemagne      | Palais omnisports de Paris-Bercy, Paris Affluence : 9 000 Arbitrage : Tchernega, Poladenko |
| 13 décembre 2007 13h00 | Marcelina Kiala 13 | (14 – 18) | Grit Jurack 11 | Palais omnisports de Paris-Bercy, Paris Affluence : 9 000 Arbitrage : Tchernega, Poladenko |
| 13 décembre 2007 13h00 | ×3 ×5              | Rapport   | ×2 ×5          | Palais omnisports de Paris-Bercy, Paris Affluence : 9 000 Arbitrage : Tchernega, Poladenko |

| 13 décembre 2007 15h30 | Hongrie         | 35 – 36   | Russie                    | Palais omnisports de Paris-Bercy, Paris Affluence : 9 000 Arbitrage : Krstić, Ljubič |
| 13 décembre 2007 15h30 | Anita Görbicz 9 | (22 – 20) | Andriouchina, Chipilova 7 | Palais omnisports de Paris-Bercy, Paris Affluence : 9 000 Arbitrage : Krstić, Ljubič |
| 13 décembre 2007 15h30 | ×3              | Rapport   | ×4                        | Palais omnisports de Paris-Bercy, Paris Affluence : 9 000 Arbitrage : Krstić, Ljubič |

| 13 décembre 2007 18h00 | Norvège           | 35 – 24   | Corée du Sud   | Palais omnisports de Paris-Bercy, Paris Affluence : 11 500 Arbitrage : Bord, Buy |
| 13 décembre 2007 18h00 | Gro Hammerseng 10 | (16 – 12) | Lee Sang-eun 6 | Palais omnisports de Paris-Bercy, Paris Affluence : 11 500 Arbitrage : Bord, Buy |
| 13 décembre 2007 18h00 | ×2 ×3             | Rapport   | ×3 ×5          | Palais omnisports de Paris-Bercy, Paris Affluence : 11 500 Arbitrage : Bord, Buy |

| 13 décembre 2007 20h30 | Roumanie             | 34 – 31 (ap)      | France                 | Palais omnisports de Paris-Bercy, Paris Affluence : 13 000 Arbitrage : Līcis, Stoļarovs |
| 13 décembre 2007 20h30 | Ramona Maier 10      | (8 – 14, 24 – 24) | Borg-Borg, Herbrecht 6 | Palais omnisports de Paris-Bercy, Paris Affluence : 13 000 Arbitrage : Līcis, Stoļarovs |
| 13 décembre 2007 20h30 | Prol. : 3 – 3, 7 – 4 |                   |                        | Palais omnisports de Paris-Bercy, Paris Affluence : 13 000 Arbitrage : Līcis, Stoļarovs |
| 13 décembre 2007 20h30 | ×4                   | Rapport           | ×3 ×2                  | Palais omnisports de Paris-Bercy, Paris Affluence : 13 000 Arbitrage : Līcis, Stoļarovs |

### Demi-finales
| 15 décembre 2007 15h00 | Roumanie              | 20 – 30  | Russie               | Palais omnisports de Paris-Bercy, Paris Affluence : 13 000 Arbitrage : Gjeding, Hansen |
| 15 décembre 2007 15h00 | Adina Laura Meiroșu 5 | (8 – 17) | Lioudmila Postnova 9 | Palais omnisports de Paris-Bercy, Paris Affluence : 13 000 Arbitrage : Gjeding, Hansen |
| 15 décembre 2007 15h00 | ×4 ×2                 | Rapport  | ×3 ×5                | Palais omnisports de Paris-Bercy, Paris Affluence : 13 000 Arbitrage : Gjeding, Hansen |

| 15 décembre 2007 17h30 | Norvège                     | 33 – 30   | Allemagne      | Palais omnisports de Paris-Bercy, Paris Affluence : 13 000 Arbitrage : Baum, Góralczyk |
| 15 décembre 2007 17h30 | Else-Marthe Sørlie-Lybekk 8 | (19 – 16) | Grit Jurack 12 | Palais omnisports de Paris-Bercy, Paris Affluence : 13 000 Arbitrage : Baum, Góralczyk |
| 15 décembre 2007 17h30 | ×3 ×4                       | Rapport   | ×3             | Palais omnisports de Paris-Bercy, Paris Affluence : 13 000 Arbitrage : Baum, Góralczyk |

### Match pour la3eplace
| 16 décembre 2007 14h00 | Allemagne      | 36 – 35 (ap)       | Roumanie               | Palais omnisports de Paris-Bercy, Paris Affluence : 13 000 Arbitrage : Līcis, Stoļarovs |
| 16 décembre 2007 14h00 | Grit Jurack 12 | (11 – 18, 32 – 32) | Adina Laura Meiroșu 12 | Palais omnisports de Paris-Bercy, Paris Affluence : 13 000 Arbitrage : Līcis, Stoļarovs |
| 16 décembre 2007 14h00 | Prol. : 4 – 3  |                    |                        | Palais omnisports de Paris-Bercy, Paris Affluence : 13 000 Arbitrage : Līcis, Stoļarovs |
| 16 décembre 2007 14h00 | ×4             | Rapport            | ×3 ×4 ×1               | Palais omnisports de Paris-Bercy, Paris Affluence : 13 000 Arbitrage : Līcis, Stoļarovs |

### Finale
| 16 décembre 2007 16h30 | Norvège          | 24 – 29   | Russie               | Palais omnisports de Paris-Bercy, Paris Affluence : 14 000 Arbitrage : Bord, Buy |
| 16 décembre 2007 16h30 | Gro Hammerseng 5 | (12 – 16) | Kareïeva, Polenova 6 | Palais omnisports de Paris-Bercy, Paris Affluence : 14 000 Arbitrage : Bord, Buy |
| 16 décembre 2007 16h30 | ×2               | Rapport   | ×3 ×7                | Palais omnisports de Paris-Bercy, Paris Affluence : 14 000 Arbitrage : Bord, Buy |

## Matchs de classement de5eà12eplace
|  | Demi-finales de classement | Demi-finales de classement |                        |    | Match pour la 5e place | Match pour la 5e place |
|  | Demi-finales de classement | Demi-finales de classement |                        |    | Match pour la 5e place | Match pour la 5e place |
|  |                            |                            |                        |    |                        |                        |
|  |                            |                            |                        |    |                        |                        |
|  |                            |                            |                        |    |                        |                        |
|  | Corée du Sud               | 41                         |                        |    |                        |                        |
|  | Corée du Sud               | 41                         |                        |    |                        |                        |
|  | Angola                     | 33                         |                        |    |                        |                        |
|  | Angola                     | 33                         | Corée du Sud           | 25 |                        |                        |
|  |                            |                            | Corée du Sud           | 25 |                        |                        |
|  |                            | France                     | 26                     |    |                        |                        |
|  | Hongrie                    | France                     | 26                     | 27 |                        |                        |
|  | Hongrie                    |                            |                        | 27 |                        |                        |
|  | France                     | 32                         |                        |    |                        |                        |
|  | France                     | 32                         | Match pour la 7e place |    |                        |                        |
|  |                            |                            |                        |    |                        |                        |
|  |                            |                            |                        |    |                        |                        |
|  |                            |                            |                        |    |                        |                        |
|  | Angola                     | 37                         |                        |    |                        |                        |
|  | Angola                     | 37                         |                        |    |                        |                        |
|  | Hongrie                    | 36                         |                        |    |                        |                        |
|  | Hongrie                    | 36                         |                        |    |                        |                        |

### Demi-finales de classement
| 15 décembre 2007 10h00 | Corée du Sud   | 41 – 33   | Angola            | Palais omnisports de Paris-Bercy, Paris Affluence : 3 000 Arbitrage : Krstić, Ljubič |
| 15 décembre 2007 10h00 | Woo Sun-hee 11 | (23 – 12) | Marcelina Kiala 9 | Palais omnisports de Paris-Bercy, Paris Affluence : 3 000 Arbitrage : Krstić, Ljubič |
| 15 décembre 2007 10h00 | ×3 ×8 ×2       | Rapport   | ×3 ×2             | Palais omnisports de Paris-Bercy, Paris Affluence : 3 000 Arbitrage : Krstić, Ljubič |

| 15 décembre 2007 12h30 | France                   | 32 – 27   | Hongrie       | Palais omnisports de Paris-Bercy, Paris Affluence : 11 500 Arbitrage : Tchernega, Poladenko |
| 15 décembre 2007 12h30 | Cano, Pecqueux-Rolland 5 | (16 – 15) | Tímea Tóth 10 | Palais omnisports de Paris-Bercy, Paris Affluence : 11 500 Arbitrage : Tchernega, Poladenko |
| 15 décembre 2007 12h30 | ×3                       | Rapport   | ×2            | Palais omnisports de Paris-Bercy, Paris Affluence : 11 500 Arbitrage : Tchernega, Poladenko |

### Match pour la11eplace
| 14 décembre 2007 18h15 | Macédoine             | 31 – 33   | Pologne             | Palais omnisports de Paris-Bercy, Paris Affluence : 6 000 Arbitrage : Liu, Liu |
| 14 décembre 2007 18h15 | Natalia Todorovska 11 | (17 – 14) | Dorota Malczewska 7 | Palais omnisports de Paris-Bercy, Paris Affluence : 6 000 Arbitrage : Liu, Liu |
| 14 décembre 2007 18h15 | ×4                    | Rapport   | ×3 ×2               | Palais omnisports de Paris-Bercy, Paris Affluence : 6 000 Arbitrage : Liu, Liu |

### Match pour la9eplace
| 14 décembre 2007 20h45 | Croatie             | 30 – 25  | Espagne        | Palais omnisports de Paris-Bercy, Paris Affluence : 8 000 Arbitrage : Din, Dinu |
| 14 décembre 2007 20h45 | Svitlana Pasičnik 6 | (18 – 9) | Marta Mangué 7 | Palais omnisports de Paris-Bercy, Paris Affluence : 8 000 Arbitrage : Din, Dinu |
| 14 décembre 2007 20h45 | ×2 ×4               | Rapport  | ×4 ×1          | Palais omnisports de Paris-Bercy, Paris Affluence : 8 000 Arbitrage : Din, Dinu |

### Match pour la7eplace
| 16 décembre 2007 09h00 | Angola            | 37 – 36   | Hongrie          | Palais omnisports de Paris-Bercy, Paris Affluence : 2 000 Arbitrage : Din, Dinu |
| 16 décembre 2007 09h00 | Marcelina Kiala 9 | (17 – 20) | Anita Görbicz 13 | Palais omnisports de Paris-Bercy, Paris Affluence : 2 000 Arbitrage : Din, Dinu |
| 16 décembre 2007 09h00 | ×2 ×6             | Rapport   | ×3               | Palais omnisports de Paris-Bercy, Paris Affluence : 2 000 Arbitrage : Din, Dinu |

### Match pour la5eplace
| 16 décembre 2007 11h30 | Corée du Sud  | 25 – 26   | France            | Palais omnisports de Paris-Bercy, Paris Affluence : 13 000 Arbitrage : Gjeding, Hansen |
| 16 décembre 2007 11h30 | Woo Sun-hee 7 | (13 – 12) | quatre joueuses 4 | Palais omnisports de Paris-Bercy, Paris Affluence : 13 000 Arbitrage : Gjeding, Hansen |
| 16 décembre 2007 11h30 | ×3            | Rapport   | ×3 ×1             | Palais omnisports de Paris-Bercy, Paris Affluence : 13 000 Arbitrage : Gjeding, Hansen |

## Coupe du Président
L'ensemble de ces matchs est appelé Coupe du Président.
Les équipes arrivées 3e des groupes A, B, C et D, E, F se retrouvent dans les groupes I et II et se disputent les places 13 à 18.
Les équipes arrivées 4e des groupes A, B, C et D, E, F se retrouvent dans les groupes III et IV et se disputent les places 19 à 24.

### Groupe CPI
Tous ces matchs ont lieu à Beauvais :
|   | Équipe     | Pts | J | G | N | P | Bp | Bc | Diff |
| - | ---------- | --- | - | - | - | - | -- | -- | ---- |
| 1 | Brésil     | 4   | 2 | 2 | 0 | 0 | 74 | 38 | 36   |
| 2 | Autriche   | 2   | 2 | 1 | 0 | 1 | 44 | 58 | -14  |
| 3 | Kazakhstan | 0   | 2 | 0 | 0 | 2 | 39 | 61 | -22  |

| Date et heure     | Équipe 1   | Score   | Équipe 2 |
| ----------------- | ---------- | ------- | -------- |
| 6 décembre, 18h30 | Kazakhstan | 19 – 36 | Brésil   |
| 7 décembre, 18h30 | Kazakhstan | 20 – 25 | Autriche |
| 8 décembre, 14h30 | Brésil     | 38 – 19 | Autriche |

### Groupe CPII
Tous ces matchs ont lieu à Beauvais :
|   | Équipe  | Pts | J | G | N | P | Bp | Bc | Diff |
| - | ------- | --- | - | - | - | - | -- | -- | ---- |
| 1 | Ukraine | 4   | 2 | 2 | 0 | 0 | 62 | 54 | 8    |
| 2 | Tunisie | 2   | 2 | 1 | 0 | 1 | 50 | 47 | 3    |
| 3 | Congo   | 0   | 2 | 0 | 0 | 2 | 44 | 55 | -11  |

| Date et heure     | Équipe 1 | Score   | Équipe 2 |
| ----------------- | -------- | ------- | -------- |
| 6 décembre, 20h30 | Tunisie  | 24 – 16 | Congo    |
| 7 décembre, 20h30 | Tunisie  | 26 – 31 | Ukraine  |
| 8 décembre, 16h30 | Congo    | 28 – 31 | Ukraine  |

### Groupe CPIII
Tous ces matchs ont lieu à Plaisir :
|   | Équipe           | Pts | J | G | N | P | Bp | Bc | Diff |
| - | ---------------- | --- | - | - | - | - | -- | -- | ---- |
| 1 | Argentine        | 4   | 2 | 2 | 0 | 0 | 52 | 29 | 23   |
| 2 | Rép. dominicaine | 2   | 2 | 1 | 0 | 1 | 46 | 35 | 11   |
| 3 | Australie        | 0   | 2 | 0 | 0 | 2 | 23 | 57 | -34  |

| Date et heure     | Équipe 1  | Score   | Équipe 2         |
| ----------------- | --------- | ------- | ---------------- |
| 6 décembre, 18h30 | Argentine | 31 – 9  | Australie        |
| 7 décembre, 18h30 | Argentine | 21 – 20 | Rép. dominicaine |
| 8 décembre, 14h30 | Australie | 14 – 26 | Rép. dominicaine |

### Groupe CPIV
Tous ces matchs ont lieu à Plaisir :
|   | Équipe   | Pts | J | G | N | P | Bp | Bc | Diff |
| - | -------- | --- | - | - | - | - | -- | -- | ---- |
| 1 | Japon    | 4   | 2 | 2 | 0 | 0 | 66 | 30 | 36   |
| 2 | Chine    | 2   | 2 | 1 | 0 | 1 | 45 | 44 | 1    |
| 3 | Paraguay | 0   | 2 | 0 | 0 | 2 | 22 | 59 | -37  |

| Date et heure     | Équipe 1 | Score   | Équipe 2 |
| ----------------- | -------- | ------- | -------- |
| 6 décembre, 20h30 | Chine    | 22 – 30 | Japon    |
| 7 décembre, 20h30 | Chine    | 23 – 14 | Paraguay |
| 8 décembre, 16h30 | Japon    | 36 – 8  | Paraguay |

### Matchs de classement
| Match                   | Date et heure          | Lieu     | Équipe 1         | Score   | Équipe 2 |
| ----------------------- | ---------------------- | -------- | ---------------- | ------- | -------- |
| Match pour la 13e place | 9 décembre 2007, 17h00 | Beauvais | Brésil           | 21 – 24 | Ukraine  |
| Match pour la 15e place | 9 décembre 2007, 14h30 | Beauvais | Autriche         | 23 – 30 | Tunisie  |
| Match pour la 17e place | 9 décembre 2007, 12h00 | Beauvais | Kazakhstan       | 26 – 27 | Congo    |
| Match pour la 19e place | 9 décembre 2007, 17h00 | Plaisir  | Argentine        | 20 – 31 | Japon    |
| Match pour la 21e place | 9 décembre 2007, 14h30 | Plaisir  | Rép. dominicaine | 16 – 35 | Chine    |
| Match pour la 23e place | 9 décembre 2007, 12h00 | Plaisir  | Australie        | 14 – 16 | Paraguay |

## Classement final
Le classement final est :
| Rang                      | Équipe           | MJ | V | N | D | BM  | BE  | Diff |
| ------------------------- | ---------------- | -- | - | - | - | --- | --- | ---- |
| Médaille d'or, monde      | Russie           | 10 | 8 | 1 | 1 | 315 | 233 | 82   |
| Médaille d'argent, monde  | Norvège          | 10 | 8 | 0 | 2 | 314 | 246 | 68   |
| Médaille de bronze, monde | Allemagne        | 10 | 7 | 1 | 2 | 322 | 276 | 46   |
| 4                         | Roumanie         | 10 | 7 | 0 | 3 | 320 | 283 | 37   |
|                           |                  |    |   |   |   |     |     |      |
| 5                         | France           | 10 | 7 | 0 | 3 | 287 | 251 | 36   |
| 6                         | Corée du Sud     | 10 | 5 | 0 | 5 | 313 | 281 | 32   |
| 7                         | Angola           | 10 | 6 | 0 | 4 | 326 | 307 | 19   |
| 8                         | Hongrie          | 10 | 4 | 2 | 4 | 311 | 300 | 11   |
|                           |                  |    |   |   |   |     |     |      |
| 9                         | Croatie          | 8  | 3 | 1 | 4 | 237 | 224 | 13   |
| 10                        | Espagne          | 8  | 3 | 1 | 4 | 217 | 227 | -10  |
| 11                        | Pologne          | 8  | 4 | 0 | 4 | 243 | 241 | 2    |
| 12                        | Macédoine        | 8  | 2 | 1 | 5 | 208 | 220 | -12  |
|                           |                  |    |   |   |   |     |     |      |
| 13                        | Ukraine          | 6  | 4 | 0 | 2 | 175 | 144 | 31   |
| 14                        | Brésil           | 6  | 3 | 1 | 2 | 184 | 128 | 56   |
| 15                        | Tunisie          | 6  | 3 | 0 | 3 | 154 | 165 | -11  |
| 16                        | Autriche         | 6  | 2 | 0 | 4 | 141 | 173 | -32  |
| 17                        | Congo            | 6  | 2 | 0 | 4 | 147 | 171 | -24  |
| 18                        | Kazakhstan       | 6  | 1 | 0 | 5 | 136 | 176 | -40  |
|                           |                  |    |   |   |   |     |     |      |
| 19                        | Japon            | 6  | 3 | 0 | 3 | 184 | 153 | 31   |
| 20                        | Argentine        | 6  | 2 | 0 | 4 | 124 | 157 | -33  |
| 21                        | Chine            | 6  | 2 | 0 | 4 | 156 | 148 | 8    |
| 22                        | Rép. dominicaine | 6  | 1 | 0 | 5 | 120 | 185 | -65  |
| 23                        | Paraguay         | 6  | 1 | 0 | 5 | 80  | 211 | -131 |
| 24                        | Australie        | 6  | 0 | 0 | 6 | 66  | 180 | -114 |

La Russie, championne du monde, est directement qualifiée pour les Jeux olympiques de 2008. La Norvège (2e) et l'Angola (7e) étant qualifiées grâce à leurs victoires respectivement lors du Championnat d'Europe 2006 et du Championnat d'Afrique des nations 2008, les 6 places pour les tournois de qualification olympique sont attribuées à l'Allemagne (3e), la Roumanie (4e), la France (5e), la Corée du Sud (6e), la Hongrie (8e) et la Croatie (9e).

## Statistiques et récompenses

### Équipe-type
À l'issue du tournoi, l'équipe-type du tournoi a été désignée,, :
- meilleure joueuse : Katja Nyberg,  Norvège
- meilleure gardienne de but : Valérie Nicolas,  France
- meilleure ailière gauche : Polina Vyakhireva,  Russie
- meilleure arrière gauche : Gro Hammerseng,  Norvège
- meilleure demi-centre : Anita Görbicz,  Hongrie
- meilleure pivot : Ionela Stanca-Gâlcă,  Roumanie
- meilleure arrière droite : Grit Jurack,  Allemagne
- meilleure ailière droite : Iana Ouskova,  Russie

### Statistiques individuelles
| Rang | Joueuse              | Sélection    | Buts | Tirs | %      | 7m    | MJ | Moy |
| ---- | -------------------- | ------------ | ---- | ---- | ------ | ----- | -- | --- |
| 1    | Grit Jurack          | Allemagne    | 85   | 137  | 62,0 % | 9/15  | 9  | 9,4 |
| 2    | Anita Görbicz        | Hongrie      | 80   | 136  | 58,8 % | 41/43 | 10 | 8,0 |
| 3    | Marcelina Kiala      | Angola       | 72   | 162  | 44,4 % | 2/3   | 10 | 7,2 |
| 4    | Ramona Petruta Maier | Roumanie     | 60   | 94   | 63,8 % | 24/29 | 10 | 6,0 |
| 5    | Sophie Herbrecht     | France       | 59   | 119  | 49,6 % | 22/30 | 10 | 5,9 |
| 6    | Woo Sun-hee          | Corée du Sud | 57   | 87   | 65,5 % | -     | 8  | 7,1 |
| 6    | Nair Almeida         | Angola       | 57   | 108  | 52,8 % | -     | 10 | 5,7 |
| 6    | Tímea Tóth           | Hongrie      | 57   | 112  | 50,9 % | -     | 10 | 5,7 |
| 9    | Ilda Bengue          | Angola       | 56   | 93   | 60,2 % | 21/26 | 10 | 5,6 |
| 10   | Marta Mangué         | Espagne      | 55   | 82   | 67,1 % | 12/20 | 10 | 5,5 |

| Rang | Joueuse                 | Sélection | %      | Arrêts | Tirs | MJ | Moy. |
| ---- | ----------------------- | --------- | ------ | ------ | ---- | -- | ---- |
| 1    | Terese Pedersen         | Norvège   | 48,4 % | 45     | 93   | 7  | 6,4  |
| 2    | Mariia Makarenko        | Ukraine   | 42,6 % | 23     | 54   | 4  | 5,8  |
| 3    | Inna Souslina           | Russie    | 41,8 % | 99     | 237  | 10 | 9,9  |
| 4    | Darly Zoqbi de Paula    | Brésil    | 40,9 % | 36     | 88   | 6  | 6    |
| 5    | Amandine Leynaud        | France    | 40,2 % | 33     | 82   | 10 | 3,3  |
| 6    | Chana Masson de Souza   | Brésil    | 39,7 % | 50     | 126  | 6  | 8,3  |
| 7    | Clara Woltering         | Allemagne | 39,6 % | 74     | 187  | 10 | 7,4  |
| 8    | Valentina Kogan         | Argentine | 39,5 % | 49     | 124  | 5  | 9,8  |
| 9    | Katrine Lunde Haraldsen | Norvège   | 39,0 % | 98     | 251  | 9  | 10,9 |
| 10   | Luminița Dinu-Huțupan   | Roumanie  | 38,6 % | 105    | 272  | 10 | 10,5 |
| 11   | Valérie Nicolas         | France    | 38,4 % | 126    | 328  | 10 | 12,6 |

## Effectif des équipes sur le podium

### Championne du monde:Russie
L'effectif de la Russie au championnat du monde 2007 est,, :
- Inna Souslina
- Polina Vyakhireva
- Irina Poltoratskaïa
- Oksana Romenskaïa
- Lioudmila Postnova
- Anna Kareïeva
- Ekaterina Andriouchina
- Iana Ouskova
- Elena Polenova
- Emilia Toureï
- Natalia Chipilova
- Maria Sidorova
- Olga Levina
- Nadejda Mouravieva
- Elena Dmitrieva
- Irina Bliznova

Entraineur :  Ievgueni Trefilov

### Vice-championne du monde:Norvège
L'effectif de la Norvège au championnat du monde 2007 est,, :
- Kari Aalvik Grimsbø
- Anette Hovind Johansen
- Katja Nyberg
- Ragnhild Aamodt
- Gøril Snorroeggen
- Else-Marthe Sørlie-Lybekk
- Tonje Nøstvold
- Karoline Dyhre Breivang
- Gro Hammerseng
- Kari Mette Johansen
- Terese Pedersen
- Marit Malm Frafjord
- Katrine Lunde Haraldsen
- Linn Jørum Sulland
- Linn Kristin Riegelhuth
- Vigdis Hårsaker

Entraineur :  Marit Breivik

### Troisième place:Allemagne
L'effectif de l'Allemagne au championnat du monde 2007 est,, :
- Sabine Englert
- Nadine Härdter
- Ulrike Stange
- Grit Jurack
- Ania Rösler
- Nina Wörz
- Anne Müller
- Nora Reiche
- Anna Loerper
- Mandy Hering
- Nadine Krause
- Kathrin Blacha
- Susann Müller
- Clara Woltering
- Maike Brückmann
- Maren Baumbach
- Stefanie Melbeck

Entraineur :  Reiner Witte